# Связь в Болгарии

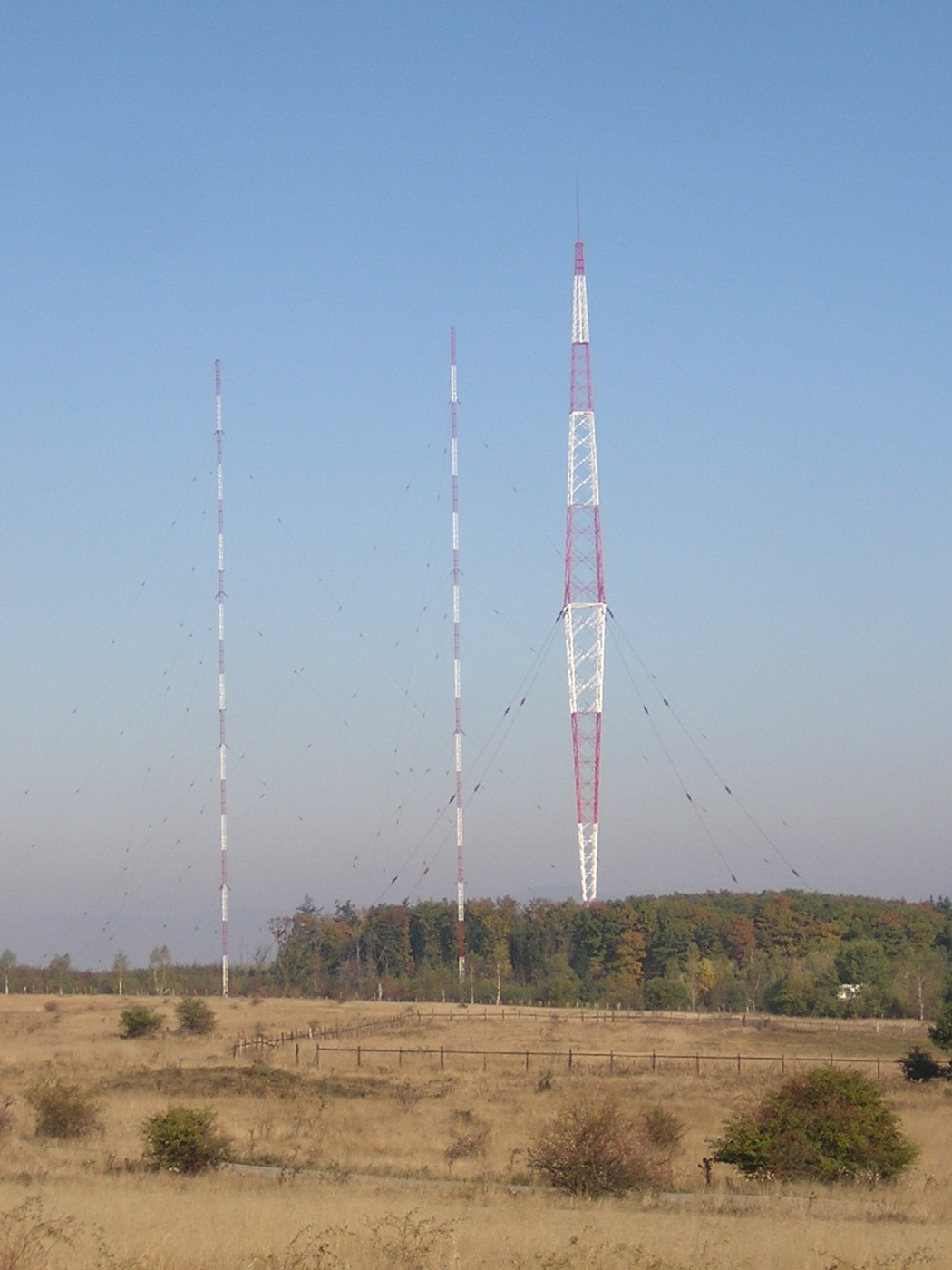
Вакарельская радиомачта

Связь в Болгарии включает в себя радио- и телевещание, распространение телефонной связи и Интернета.

## Радио и телевидение
- По состоянию на 2001 год в Болгарии насчитывалось 96 радиостанций: 31 AM-радиостанция, 63 FM-радиостанций и 2 коротковолновые. Самым известным радиовещателем является Болгарское национальное радио. Общее число часов вещания достигало 525521 на 2003 год.
- В стране насчитывалось 39 телеканалов в 2001 году. Государственные телеканалы Болгарского национального телевидения: БНТ 1 (общая тематика), БНТ 2 (общая тематика с уклоном в спорт, региональные отделения), БНТ HD (HD-версии передач с первых двух каналов) и БНТ Свят (для всемирного вещания). Общее число часов вещания достигало 498091 на 2003 год.

## Телефонная связь
- Телефонные линии: 2,3 млн. (2007)
- Мобильная связь: 9,87 млн. номеров, глубина 110% (2007)
- Телефонные системы:
  - Общая оценка: большая часть телефонных линий является наследием эпохи социализма, но при этом они значительно улучшены за минувшие годы; в 2005 году было покончено с монополией Болгарской телекоммуникационной компании, когда стали предоставлять свои услуги другие операторы; значительно развита мобильная связь, число линий значительно больше численности населения страны.
  - Домашняя: цифровая кабельная система соединяет автоматические телефонные станции почти во всех регионах; в некоторых регионах используется цифровая радиорелейная связь.
  - Международная: код страны — 359; один подводный кабель проходит по территории Украины и России, второй (совместно с наземной оптоволоконной системой связи) идёт в сторону Италии, Албании и Македонии; три спутника (один — Интерспутник, Атлантика; два — Intelsat, Атлантика и Индийский океан).

## Интернет
- Национальные домены верхнего уровня: .bg[1] и .бг
- Пользователи Интернета: 3,9 млн. человек (72-е место в мире) на 2012 год[2][3]. Для сравнения: 3,4 млн. и 63-е место в мире в 2009 году[1] и 1,9 млн. в 2007 году.
- Фиксированные линии связи: 1,2 млн. пользователей (52-е место в мире) на 2012 год[2][4]
- Беспроводной Интернет: 2,8 млн. пользователей (55-е место в мире) на 2012 год[5]
- Интернет-хосты: 976277 хостов, 47-е место в мире на 2012 год[1]. Для сравнения: в 2008 году их было 513470.
- 4,2 млн. IP-адресов по технологии IPv4, в среднем 589,7 адресов на 1000 человек, 51-е место в мире[6][7].